# Marukawichthys pacificus
Marukawichthys pacificus is een straalvinnige vissensoort uit de familie van ereunen (Ereuniidae). De wetenschappelijke naam van de soort is voor het eerst geldig gepubliceerd in 1983 door Yabe.